# Tems (cantante)
Temilade Openiyi (Lagos; 11 de junio de 1995), más conocida por su nombre artístico Tems,es una cantante nigeriana. En 2021 obtuvo dos entradas entre las 40 primeros puestos del Billboard Hot 100 por su colaboración con Drake en la canción «Fountains» de su álbum Certified Lover Boy y por el sencillo de Wizkid «Essence»; el cual alcanzó los diez primeros puestos de la lista después de un remix con Justin Bieber, con el que obtuvo una nominación al premio Grammy.
En septiembre de 2021, Tems firmó con el sello discográfico RCA Records y lanzó su segundo EP If Orange Was a Place, el cual alcanzó los primeros diez lugares de la lista de álbumes globales de Billboard.

## Primeros años
Temilade Openiyi nació el 11 de junio de 1995 en Lagos, Nigeria. Su madre es nigeriana y su padre británico-nigeriano; la familia de Tems se mudó al Reino Unido poco después de su nacimiento. Sus padres se divorciaron cuando ella tenía cinco años. Tems se mudó a Nigeria con su madre, residieron en ilupeju antes de mudarse a Lekki y luego a Ajah. Tems asistió al Dowen College antes de viajar a Sudáfrica para su educación terciaria. En la escuela aprendió a tocar el piano. Ella practicaba el canto con el acompañamiento de guitarra de su hermano.

## Carrera profesional

### 2018-2019: inicios de su carrera,Mr RebelyTry Me
En 2018 Tems dejó su trabajo para iniciar una carrera en la música, cuando grabó «Mr Rebel», una canción de su propia composición. En agosto de 2019, lanzó el sencillo «Try Me», que se convirtió en un éxito. En 2020, DJ Edu la eligió como una de los "diez artistas a seguir" ese año. Fue reclutada ese año por el cantante estadounidense Khalid para unirse a él y su compañero nigeriano Davido en un remix de Afrobeats de «Know Your Worth».

### 2020-presente:For Broken Ears,Essence,If Orange Was a Place
El 25 de septiembre de 2020, Tems lanzó su primer EP For Broken Ears, producido principalmente por Tems. Su sencillo «Damages» se convirtió en otro éxito posterior a «Try Me», pues alcanzó el número uno en Apple Music Nigeria y recibió cinco millones de visitas en YouTube. En 2020, su colaboración con Wizkid en la canción «Essence» fue la primera entrada de su carrera en Billboard Hot 100.
En diciembre de 2020, Tems y otro artista nigeriano, Omah Lay, fueron arrestados en Uganda después de una actuación en vivo que violó las leyes de confinamiento por COVID-19. Dos días después, fueron puestos en libertad y se retiraron los cargos.
El 2 de septiembre de 2021, se anunció en vallas publicitarias de Lagos que Tems iba a aparecer en el álbum Certified Lover Boy del rapero Drake. Gracias a su colaboración con Drake en la canción «Fountains» consiguió su segunda entrada en el Billboard Hot 100, debutando en el número veintiséis.
El 15 de septiembre de 2021, Tems lanzó su segundo EP, titulado If Orange Was a Place, producido principalmente por GuiltyBeatz. El sencillo «Crazy Tings» alcanzó el puesto número tres en la lista de Afrobeats del Reino Unido. Por su parte, If Orange Was a Place debutó en el número siete en la lista de álbumes mundiales de Billboard y en el número nueve en la lista de álbumes Top Heatseekers. Su colaboración con Brent Faiyaz en la canción «Found» del EP debutó en el puesto número uno de la lista de Afrobeats del Reino Unido.
En mayo de 2022, Tems apareció junto a Drake en «Wait for U», el segundo sencillo del álbum del rapero estadounidense Future I Never Liked You. Le valió su primer número uno en el Billboard Hot 100  y la convirtió en la primera artista femenina africana en encabezar la lista y la primera cantante africana debutando en el número uno en la lista.
El 5 de octubre de 2023, Tems lanzó el sencillo " Me & U ".  La canción marca la primera producción en solitario de Tems desde If Orange Was a Place , excluyendo su versión de " No Woman, No Cry " de Bob Marley que se lanzó en 2022.  Me & U alcanzó el puesto número 1 en la UK Afrobeats Singles Chart y el número 34 en la lista de singles del Reino Unido, mientras que en los Estados Unidos alcanzó el número 10 en la lista Billboard Bubbling Under Hot 100. El 5 de diciembre de 2023, Tems anunció que su segundo sencillo del año, "Not an Angel", se lanzaría el 8 de diciembre. 
En marzo de 2024, Tems se convirtió en la primera cantante africana en recibir el premio Billboard Women in Music , en la categoría Revelación.  El álbum de estudio debut de Tems, Born in the Wild, fue lanzado el 7 de junio y cuenta con el apoyo de una gira mundial.  El sencillo principal fue "Love Me JeJe".

## Discografía

### EPs
| Título                | Detalles del EP                                                                                                |
| --------------------- | --- |
| For Broken Ears       | - Lanzamiento: 25 de septiembre de 2020 - Discográfica: Leading Vibes - Formatos: Descarga digital, streaming  |
| If Orange Was a Place | - Lanzamiento: 15 de septiembre de 2021 - Discográfica: Since '93, RCA - Formatos: Descarga digital, streaming |

### Sencillos
| Año  | Título        |  | Álbumes               |
| ---- | ------------- |  | --------------------- |
| 2018 | «Mr Rebel»    |  | Sencillos sin álbum   |
| 2019 | «Looku Looku» |  | Sencillos sin álbum   |
| 2019 | «Try Me»      |  | Sencillos sin álbum   |
| 2020 | «These Days»  |  | Sencillos sin álbum   |
| 2020 | «Damages»     |  | For Broken Ears       |
| 2021 | «Crazy Tings» |  | If Orange Was a Place |
| 2024 | Love me je je |  | Born in the Wild      |